# المجازر الحميدية

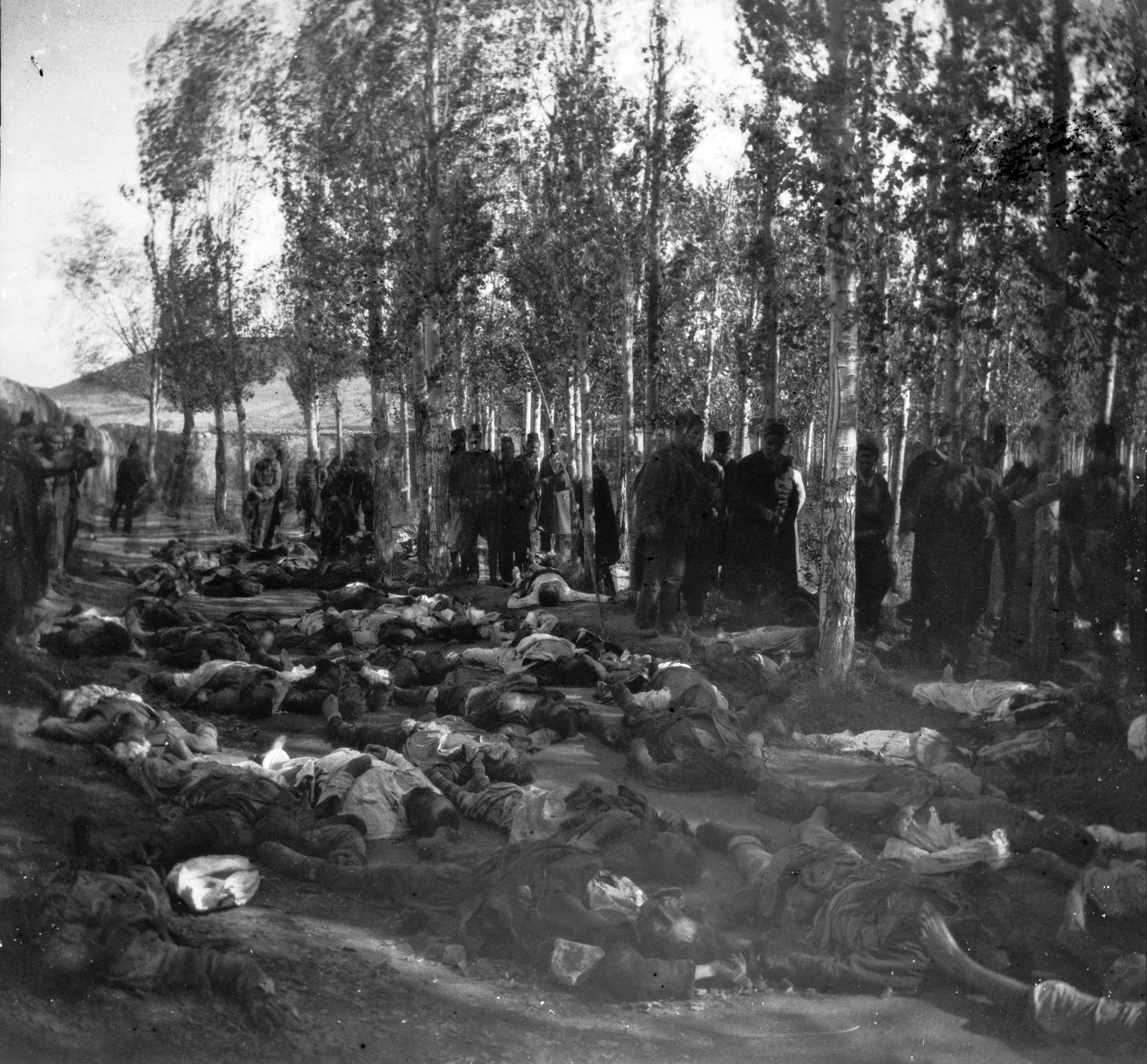
جثث بعض المقتولين الأرمن في مجزرة أرض روم سنة 1895.

المجازر الحميدية هي سلسلة من المجازر التي نُفذت في عهد السلطان العثماني عبد الحميد الثاني بحق المسيحيين القاطنين شرق الأناضول من الأرمن والسريان بين عامي 1894-1896. وراح ضحيتها ما بين 80,000-300,000. كما خلفت المجازر مع يقرب من 50,000 يتيم. على الرغم من أن المجازر كانت تستهدف الأرمن بشكل أساسي، إلا أنها تحولت إلى مذابح عشوائية مناهضة للمسيحيين في بعض الحالات، مثل مجازر ديار بكر (1895)، حيث وفقًا لمصدر معاصر واحد على الأقل، قُتل أيضًا ما يصل إلى 25000 سرياني.
حدثت أهم المذابح المجازر بالمرتفعات الأرمنية شرقي الأناضول وتعتبر من أسوأ المجازر التي لحقت بالأرمن في الفترة ما قبل الحرب العالمية الثانية. كما طالت كذلك السريان وخاصة بمدينة آمد في مجازر ولاية ديار بكر.

## تاريخ

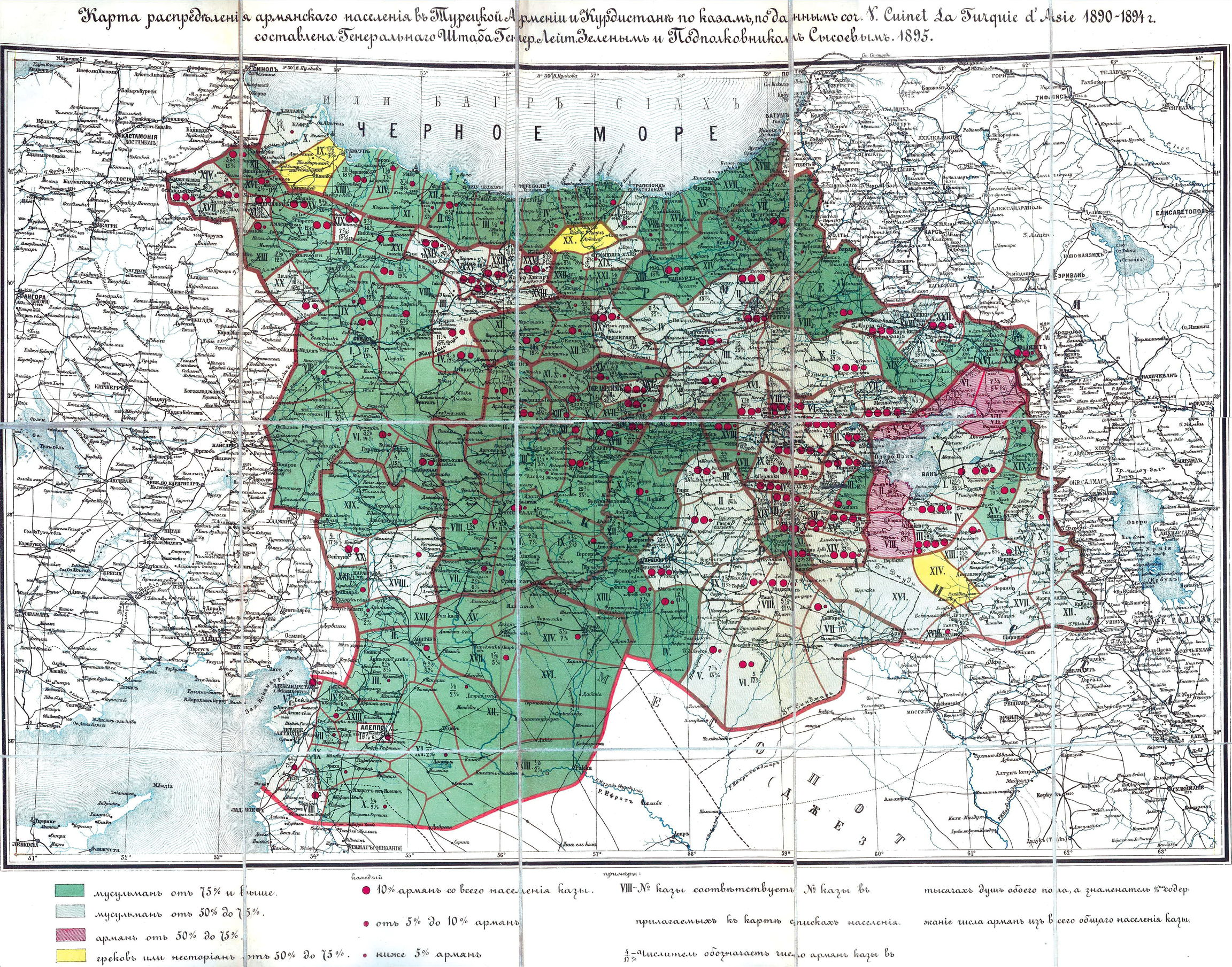
خريطة توزيع السكان الأرمن والمسلمين في أرمينيا التركية ومناطق أخرى من الإمبراطورية العثمانية الشرقية في عام 1895.
أكثر من 75% من السكان المسلمين.
من 50% إلى 75% من السكان المسلمين.
من 50% إلى 75% من السكان الأرمن.
%50 - %75 من السكان اليونانيين والنسطوريين.

بين عام 1894 وعام 1896 حصلت سلسلة من المذابح العرقية الدينية ضد المسيحيين والمعروفة باسم المجازر الحميدية والتي جرت ضد كل من الأرمن والسريان المسيحيين من قبل قوات الدولة العثمانية. المجازر وقعت في الإساس في ما هو اليوم جنوب شرق تركيا وشمال شرق سوريا وشمال العراق. حيث اندلعت في البداية مذابح ضد الأرمن في القسطنطينية لتنتشر في باقي المناطق، خصوصاً إلى المقاطعات التي يقطنها الأرمن في بدليس وديار بكر وأرضروم وهارودج وسيواس وطرابزون ووان. تختلف التقديرات حول أعداد الأرمن الذين قُتلوا، ولكن الوثائق الأوروبية للمذابح، التي أصبحت معروفة باسم المجازر الحميدية، وضعت الأرقام أعداد الضحايا بين 100,000 إلى 300,000. وتم ترحيل قسري لحوالي 546,000 من الأرمن والسريان، وخلال المذابح دمرت مئات من الكنائس والأديرة أو تم تحويلها قسراً إلى مساجد.
على الرغم من أن عبد الحميد الثاني لم يكن متورطًا بشكل مباشر، إلا أنه يُعتقد أن المجازر حظيت بموافقته الضمنية،:42 وبالتالي يتهم عبد الحميد الثاني بكونه أول من بدأ بتنفيذ المجازر بحق الأرمن وغيرهم من المسيحيين الذين كانوا تحت حكم الدولة العثمانية. حيث في عهده نفذت المجازر الحميدية حيث قتل مئات الآلاف من الأرمن واليونانيين والسريان لأسباب اقتصادية ودينية متعددة. بدأت عمليات التصفية بين عام 1894 وعام 1896 وهي المعروفة بالمجازر الحميدية. كما قام عبد الحميد الثاني بإثارة القبائل الكردية لكي يهاجموا القرى المسيحية في تلك الأنحاء.

يذكر ولي الدين يكن، وهو شاعر مصري عُرف عنه أنه دائم المدح للغرب والإنكليز بأن أحد أئمة المتصوفة أبو الهدى قد قدم للسلطان عبدالحميد نسخة من كتاب الجفر، وهو كتاب تنبؤات دينية ينسب زوراً إلى الإمام علي، وقام أبو الهدى بتحديد بيت شعر في الكتاب لاستدلال بأن ما يفعله عبد الحميد قد تنبأ به القدماء وكان عبد الحميد نفسه يؤمن شديد الإيمان بالخرافات الصوفية التي تقارب الادعاء بعلم الغيب. وكان هذا «معواناً لعبد الحميد على الجهل وشد بالنبوءة عزيمته وأمضى مضاربه [أي سيوفه]على الأرمن». أما بيت الشعر فهو: 

## الكتائب الحميدية
هي كتائب شبه نظامية أسسها السلطان عبد الحميد الثاني من أبناء العشائر الكردية في عام 1885 لإستخدامها في الحرب مع روسيا ولمضاهاة الفصائل القوقازية الروسية. ولتعويض النقص في الخيالة العثمانيين، وكذلك في محاولة لإستمالة واحتواء الأكراد ضمن الدولة العثمانية بعد أن جندت روسيا قسم من القبائل الكردية في حربها مع العثمانيين مثل قبيلة حسناتلو الكردية. لكن مع اندلاع الثورة الأرمنية بين عامي 1894 و1896 في قضاء زيتون التابع للواء مرعش. قام 1300 فارس من هذه الكتائب بمؤازرة 6,000 جندي عثماني نظامي بأخماد الثورة ومهاجمة القرى الأرمنية واستمرت المذابح ضد الأرمن بين عامي 1894 و1896 وحدثت مذبحة في ديار بكر راح ضحيتها 3000 أرمني على مدى ثلاثة أيام متواصلة وخرب عدد من قراهم ومؤسساتهم وكنائسهم.
ولحق دمار بقرى مسيحية سريانية حول ماردين. وتحولت «ملت صادق» أي (الشعب المخلص) التي كان يطلقها العثمانيون على الأرمن حتى عام 1893 إلى طائفة «شريرة» مدعين استخدامهم من قبل الروس لابتلاع الأناضول الشرقي.